# Gouvernement fantoche
 (novembre 2009).
Si vous disposez d'ouvrages ou d'articles de référence ou si vous connaissez des sites web de qualité traitant du thème abordé ici, merci de compléter l'article en donnant les références utiles à sa vérifiabilité et en les liant à la section « Notes et références ».

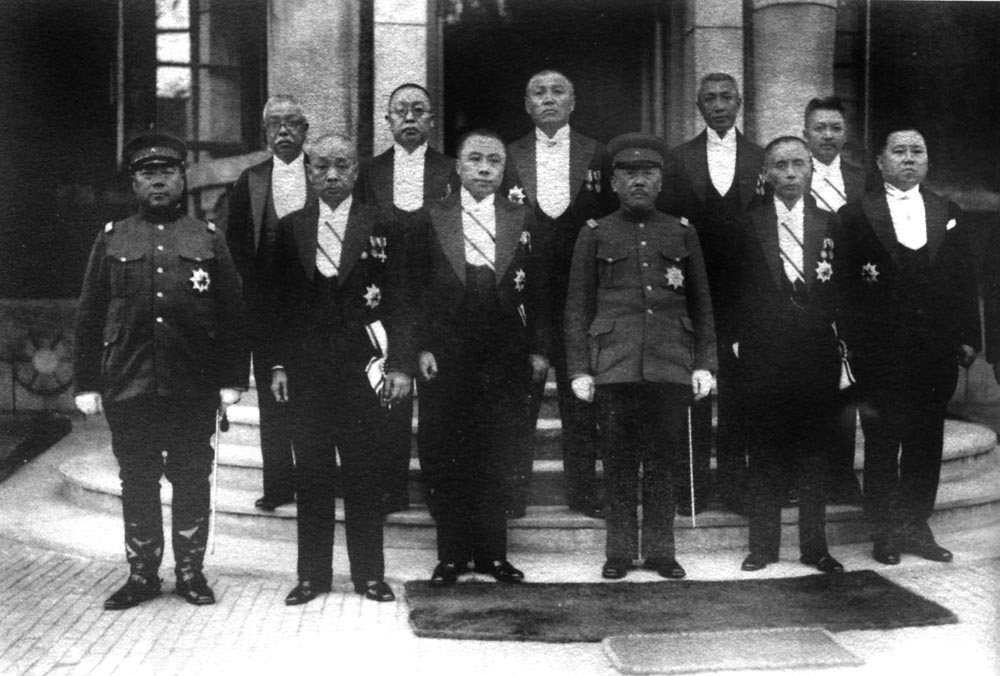
Membres du gouvernement du Mandchoukouo, État fantoche du Japon en Mandchourie.

Les termes de gouvernement fantoche, État fantoche ou régime fantoche, surnommés aussi parfois république bananière, sont des expressions péjoratives pour un gouvernement qui, bien que formellement autochtone et issu du peuple, doit son existence à un pouvoir plus puissant, fréquemment étranger, qui lui dicte son action et dont il défend les intérêts.

## Histoire
Le terme est partisan et polémique, il est source de disputes sémantiques. Il est utilisé par les détracteurs du gouvernement concerné et met en cause directement la légitimité de celui-ci, pour en fragiliser l'action et éventuellement encourager ou justifier un changement de régime brutal (coup d'État).
Souvent un gouvernement désigné comme « fantoche » a en contrepartie un gouvernement rival qui utilise ce moyen pour a contrario affirmer sa propre légitimité. Par exemple, les gouvernements de Corée du Sud et de Corée du Nord ont chacun à travers leur histoire souvent utilisé la rhétorique selon laquelle ils étaient en fait le seul pouvoir authentique de la péninsule, et que l'autre gouvernement était un régime fantoche de l'une des deux super-puissances mondiales.
Les gouvernements qui assument le pouvoir après une intervention militaire étrangère, ou sa menace, sont souvent accusés par leurs opposants d'en être, par exemple celui de Hamid Karzai en Afghanistan post-Taliban ou celui de Diem au Sud Viêt Nam, soutenu par les États-Unis.
Bien que la situation soit en pratique très nuancée, les pays communistes dont le bloc de l'est, officiellement dénommés les états-frères, furent désignés comme les États-satellites ou fantoches de l'Union soviétique. Le cas du régime castriste à Cuba montre à l'inverse que l'aide massive d'un pays étranger à un gouvernement en place n'en fait pas une simple marionnette, une survie s'étant avérée possible malgré l'arrêt de cette aide.

## États considérés comme fantoches actuellement
- Biélorussie (Russie)[3]
- Chypre du Nord (Turquie)
- Abkhazie (Russie)[4]
- République arabe sahraouie démocratique (Algérie)[5]
- Ossétie du Sud-Alanie (Russie)[4]
- Transnistrie (Russie)
- Azad Cachemire (Pakistan)[6]